# Червоне Поле (Бердянський район)
Червоне́ По́ле —  село в Україні, в Бердянському районі Запорізької області.  Населення становить 937 осіб.

## Географія
Село Червоне Поле розташоване біля джерела невеликої пересохлої річки Зелена за 45 км на північний схід від районного центру і залізничної станції Бердянськ, на відстані 3 км від села Деревецьке.
Через село проходить автошлях М14E58.

## Населення

### Мова
Розподіл населення за рідною мовою за даними перепису 2001 року:
| Мова            | Кількість | Відсоток |
| --------------- | --------- | -------- |
| українська      | 1066      | 87.09%   |
| російська       | 153       | 12.50%   |
| вірменська      | 2         | 0.16%    |
| білоруська      | 1         | 0.08%    |
| інші/не вказали | 2         | 0.16%    |
| Усього          | 1226      | 100%     |

## Історія
Село Червоне Поле засноване 1860 року німецькими колоністами.
22 червня 2023 року рішенням Національної комісії зі стандартів державної мови віднесено до списку населених пунктів, які «можуть не відповідати лексичним нормам української мови», зокрема стосуватися «російської імперської чи колоніальної політики». Громаді рекомендовано обґрунтувати доцільність збереження поточної назви або запропонувати нову назву в установленому законодавством порядку.

## Економіка
- «Нива», агрофірма, ТОВ.
- «Перемога», агрофірма.

## Об'єкти соціальної сфери
- Школа I—III ст.

## Видатні уродженці
- Земляний Микола Петрович — український радянський діяч.

## Галерея

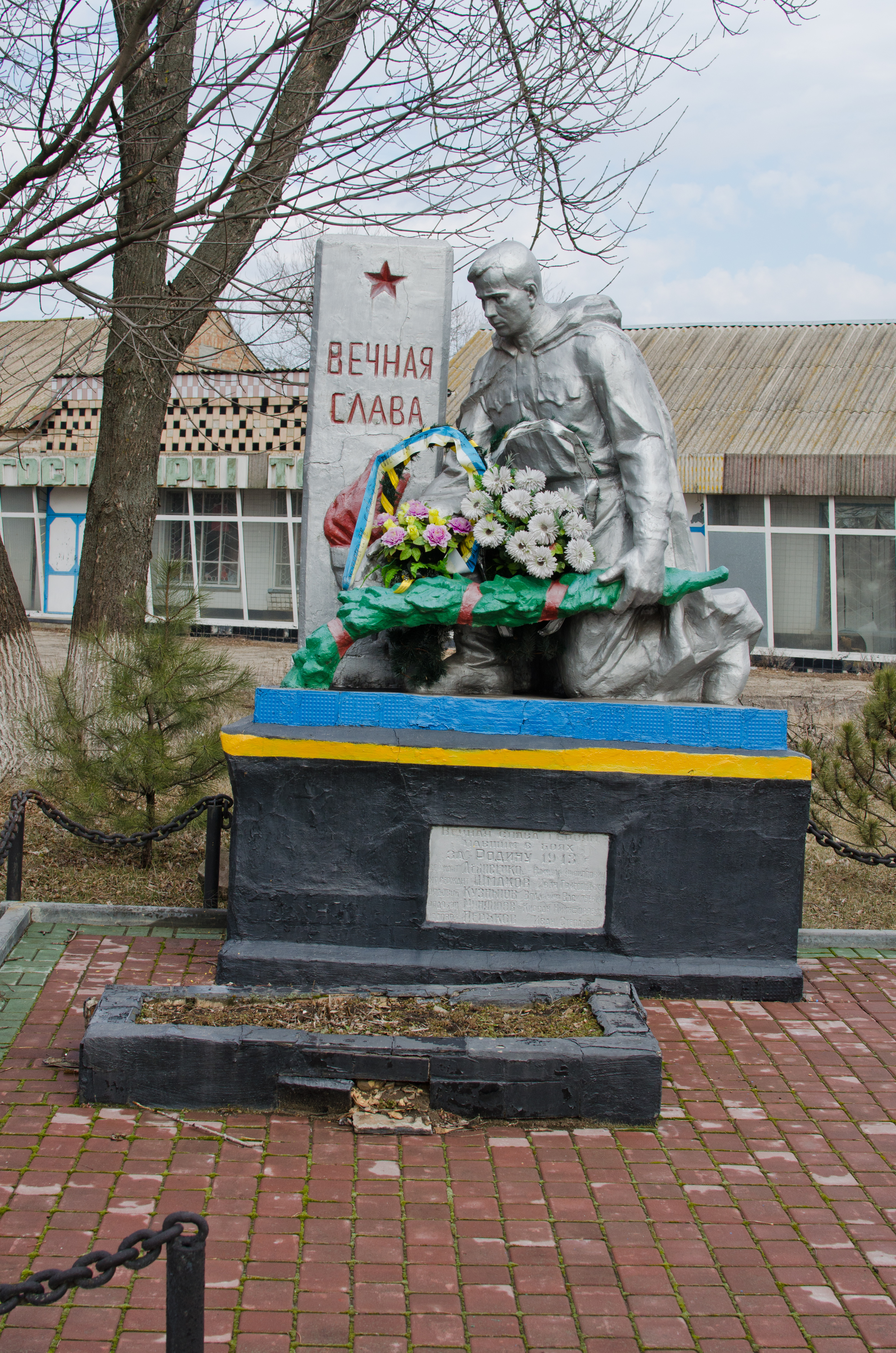
Пам'ятник воїнам, які брали участь в німецько-радянській війні (1941—1945)
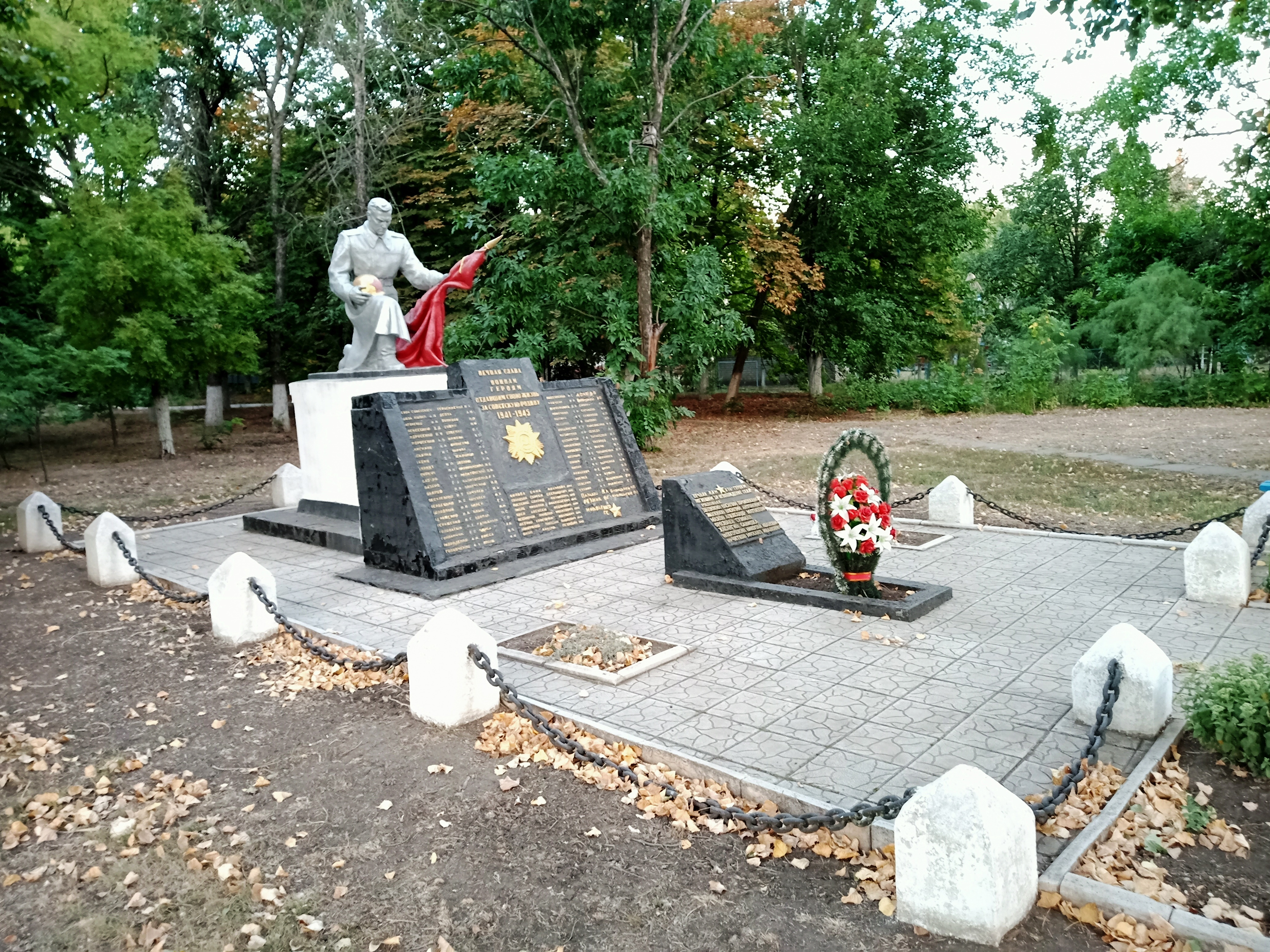
Пам'ятник загиблим воїнам-односельцям
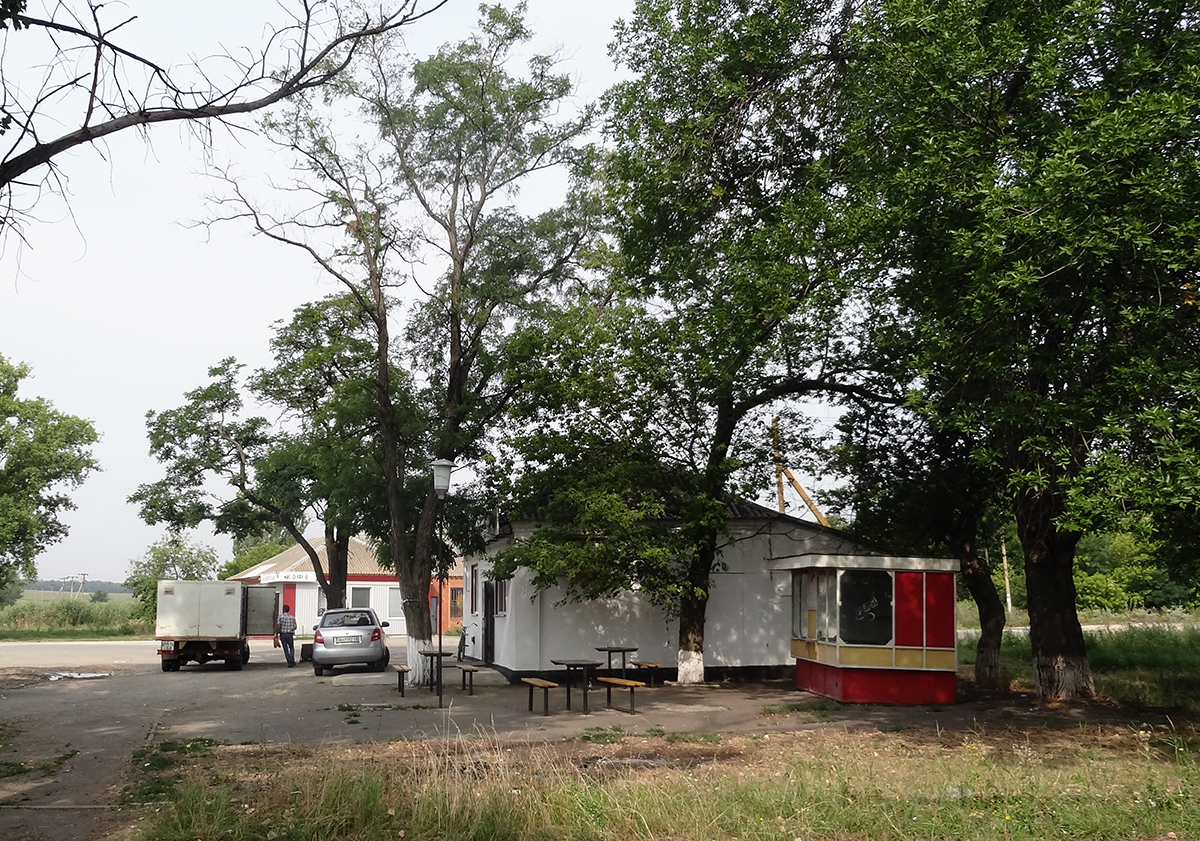
Придорожні крамниці